# Летище „Пиза-Сан Джусто“
Вижте пояснителната страница за други значения на Галилео Галилей.
Летище „Пиза-Сан Джусто“ (IATA: PSA, ICAO: LIRP) е международно летище в град Пиза, Италия. То е основно летище в Тоскана и 10-ото най-натоварено в Италия по брой обслужени пътници. Наречено е на родения в Пиза учен Галилео Галилей (1564-1642). Летището има две писти с дължина 2993 m и 2792 m. Аеропортът е една от базите за Ryanair.

## Авиокомпании и дестинации
| Авиокомпания        | Град – Летище |
| ------------------- | --- |
| Alitalia            | Рим „Фиумичино“ Сезонно: Олбия |
| British Airways     | Лондон „Хийтроу“ Сезонно: Лондон „Гетуик“ |
| easyJet             | Берлин „Шьонефелд“, Бристъл, Лондон „Гетуик“, Манчестър, Париж „Орли“, Хамбург Сезонно: Лондон „Лутън“ |
| easyJet Switzerland | Базел/Мюлуз, Женева |
| Eurowings           | Виена |
| Lufthansa Regional  | Мюнхен |
| Mistral Air         | Тирана |
| Qatar Airways       | Доха |
| Ryanair             | Айндховен, Алгеро, Бари, Берлин „Шьонефелд“, Бриндизи, Брюксел „Шарлероа“, Будапеща, Валенсия, Гран Канария, Каляри, Катания, Комизо, Ламеция Терме, Ливърпул, Лисабон, Лондон „Станстед“, Мадрид, Малта, Маракеш, Палермо, Париж „Бове“, Севиля, София, Тенерифе - юг, Трапани, Фуертевентура, Франкфурт „Хан“, Хирона Сезонни: Билун, Варшава, Веце, Гданск, Глазгоу, Гьотеборг, Дъблин, Единбург, Ибиса, Ийст Мидландс, Кефалония, Корфу, Кос, Краков, Лийдс/Брадфорд, Родос, Стокхолм „Скавста“, Фес, Ханя |
| Transavia           | Амстердам |
| Vueling             | Барселона |
| Wizz air            | Букурещ „Отопени“ |